# 尼安德河谷
尼安德河谷是杜塞尔河的一段河谷，位于梅特曼市附近，杜塞尔多夫市以东约10公里。1856年人们在当地发现了古人类化石，并将由此发现的古人类命名为尼安德特人。

## 名字
尼安德河谷名字的来源是为了纪念一位在当地生活过的作曲家、牧师——约阿希姆·尼安德（Joachim Neander），原写作，在1901年正字法改革后演变成现在的写法。而以此命名的则保留旧写法不变，当地一些传统建筑如火车站（Bahnhof Neanderthal）、尼安德特人博物馆（Neanderthal Museum）也未改名。

## 尼安德河谷自然保护区
尼安德河谷自然保护区不仅包含杜塞尔河的河谷本身还包扩周围约4平方公里的广大地域，景色优美，是人们旅游或远足的绝佳去处。